# Душан Јанићијевић
Душан Јанићијевић (Горње Гргуре код Блаца, 27. април 1932 — Горње Гргуре, 5. јул 2011) био је српски глумац.

## Биографија
Рођен је 1932. године у месту Доње Гргуре, док је у Прокупљу учио гимназију и прве глумачке кораке. Глуму је завршио на Позоришној академији у Београду. Први пут се још као студент, 1954. године појавио са улогом у филму Стојан Мутикаша и за ту дебитантску улогу је добио Златну арену на првом Филмском фестивалу у Пули.
Од тада је играо у скоро 400 филмова и телевизијских серија, а посљедњу улогу остварио је у филму Драгана Бјелогрлића „Монтевидео, Бог те видео!“.
Душан Јанићијевић је сматрао да му је најтежа улога била у филму Газија, а најуспешнијом је сматрао улогу у филму Задах тела.
Сем на филму играо је и у бројним позориштима, између осталих у Југословенском драмском, Народном позоришту и Атељеу 212.
Снимио је документарни филм о својим људским и уметничким дилемама, штампао је књиге о руским емигрантима, о животу на рекама, о страсним пецарошким и ловачким хобијима и јелима од риба и дивљачи, а све је крунисао књигом „Сећања“ која је објављена у јуну 2011. године.
Преминуо је 5. јула 2011. у месту где је и рођен Доње Гргуре. Сахрањен је 10. јула 2011. у Алеји заслужних грађана на Новом гробљу у Београду. Иза себе је оставио супругу Јасну, ћерку Невену, и унуке Катарину и Немању.

## Филмографија
|                   | 1950 ▼ | 1960 ▼ | 1970 ▼ | 1980 ▼ | 1990 ▼ | 2000 ▼ | 2010 ▼ | Укупно |
| ----------------- | ------ | ------ | ------ | ------ | ------ | ------ | ------ | ------ |
| Дугометражни филм | 10     | 27     | 26     | 41     | 13     | 5      | 1      | 123    |
| ТВ филм           | 0      | 3      | 7      | 4      | 1      | 0      | 0      | 15     |
| ТВ серија         | 0      | 1      | 8      | 7      | 3      | 2      | 1      | 22     |
| ТВ мини серија    | 0      | 1      | 2      | 6      | 0      | 0      | 0      | 9      |
| ТВ кратки филм    | 0      | 0      | 2      | 0      | 0      | 0      | 0      | 2      |
| Кратки филм       | 0      | 1      | 1      | 0      | 3      | 1      | 0      | 6      |
| Укупно            | 10     | 33     | 46     | 58     | 20     | 8      | 2      | 177    |

| Год.       | Назив                                  | Улога                         |
| ---------- | -------------------------------------- | ----------------------------- |
| 1950.-те ▲ |                                        |                               |
| 1954.      | Стојан Мутикаша                        | Стојан Мутикаша               |
| 1955.      | Песма са Кумбаре                       |                               |
| 1955.      | Шолаја                                 | Поручник краљевске војске     |
| 1956.      | Michael Strogoff                       |                               |
| 1958.      | Рафал у небо                           |                               |
| 1958.      | Погон Б                                | Делегат на састанку           |
| 1958.      | La Tour, prends garde!                 |                               |
| 1959.      | Ветар је стао пред зору                | Агент                         |
| 1959.      | Три Ане                                |                               |
| 1959.      | Врата остају отворена                  |                               |
| 1960.-те ▲ |                                        |                               |
| 1960.      | Дан четрнаести                         | Томислав Радин                |
| 1960.      | Кота 905                               | Ђак                           |
| 1960.      | X-25 јавља                             | Мирко (као Душко Јанићијевић) |
| 1961.      | Solimano il conquistatore              |                               |
| 1962.      | Капи, воде, ратници                    |                               |
| 1962.      | Оклопни воз                            |                               |
| 1963.      | Град                                   |                               |
| 1964.      | Sette a Tebe                           |                               |
| 1964.      | Вртлог                                 | Павле                         |
| 1964.      | Au paus de Skipetars                   | Омар Бен Садек                |
| 1965.      | Клаксон                                | Виктор                        |
| 1965.      | Човек није тица                        |                               |
| 1965.      | Непријатељ                             | Марко Дудаш                   |
| 1965.      | Денови на искушение                    | слепац                        |
| 1965.      | Краљ петролеја                         | Батлер                        |
| 1965.      | Истим путем се не враћај               | Тарзан                        |
| 1965.      | Flaming Frontier                       | Клинч                         |
| 1966.      | Глинени голуб                          | Агент                         |
| 1966.      | Сретни умиру двапут                    | Заменик комесара              |
| 1967.      | Браћа и сестре (ТВ)                    | Мишел                         |
| 1967.      | Пошаљи човека у пола два               | Мирко                         |
| 1967.      | Празник                                | Манола                        |
| 1968.      | Наше приредбе                          |                               |
| 1968.      | Све ће то народ позлатити (ТВ)         |                               |
| 1968.      | Бекства                                | Војник Омербашић              |
| 1968.      | Делије                                 | Влатко                        |
| 1968.      | Поход                                  | Капетан                       |
| 1968.      | У раскораку                            | председник                    |
| 1969.      | Време без рата                         | Дицо                          |
| 1969.      | Лака лова                              |                               |
| 1969.      | Осека                                  | партизански командир          |
| 1969.      | Мост                                   | Мајор                         |
| 1969.      | Велики дан                             | командир милиције             |
| 1969.      | Музиканти                              | Миле Варваринац               |
| 1970.-те ▲ |                                        |                               |
| 1970.      | Хајдучија                              |                               |
| 1970.      | Бициклисти                             | официр                        |
| 1970.      | Реквијем                               | партизан                      |
| 1970.      | Природна граница                       | Крстоношић                    |
| 1970.      | Бурдуш                                 |                               |
| 1970.      | Љубав на сеоски начин                  | Каракушевић                   |
| 1970.      | Леваци                                 | Таксиста Рајко                |
| 1971.      | Чудо                                   | Дојчин                        |
| 1971.      | Клопка за генерала                     | Феликс                        |
| 1971.      | Несаломиви ТВ филм                     | /                             |
| 1971.      | Цео живот за годину дана               | Мартиновић                    |
| 1971.      | Бубашинтер                             | Стојадинов шурак              |
| 1972.      | Болани Дојчин (ТВ)                     | Дојчин                        |
| 1972.      | И Бог створи кафанску певачицу         |                               |
| 1972.      | Ратнички таленат                       | Сниматељ                      |
| 1972.      | Пуковниковица                          | Каплар Сент Михаљгеза         |
| 1973.      | Штићеник                               | Човек са плаштом              |
| 1973.      | Слуга                                  | Разбојник                     |
| 1973.      | Наше приредбе (ТВ серија)              |                               |
| 1973.      | Позориште у кући                       | Мића                          |
| 1973.      | Моја велика авантура                   |                               |
| 1974.      | Потомак (ТВ кратки филм)               |                               |
| 1975.      | Оковани шофери                         | Јавор                         |
| 1975.      | Доктор Младен                          | Јожа                          |
| 1975.      | Црвена земља                           | Жандар                        |
| 1975.      | Дечак и виолина                        |                               |
| 1975.      | Sie kommen aus Agarthi                 |                               |
| 1976.      | Најдужи пут                            | Синан                         |
| 1976.      | Чувар плаже у зимском периоду          | Филмски редитељ               |
| 1976.      | Грлом у јагоде                         | Тића                          |
| 1977.      | Пас који је волео возове               | Жути                          |
| 1977.      | Најдужи пут ТВ серија                  | Синан                         |
| 1977.      | Акција стадион                         | Инструктор Рајнер             |
| 1978.      | Квар                                   | Надин тата                    |
| 1978.      | Тигар                                  | Тренер                        |
| 1978.      | Тамо и натраг                          | Живорад „Жика“ Јовановић      |
| 1978.      | Бошко Буха (ТВ серија)                 | командир Љубиша               |
| 1978.      | Бошко Буха                             | командир Љубиша               |
| 1978.      | Подне Кратки филм                      |                               |
| 1978.      | Трен                                   | Газда кафане                  |
| 1978.      | Повратак отписаних                     | Иван                          |
| 1979.      | Герсла                                 | Богосав                       |
| 1979.      | Последња трка                          | Милорад                       |
| 1979.      | Усијање                                | капетан                       |
| 1980.-те ▲ |                                        |                               |
| 1980.      | Време, води                            | Јак                           |
| 1980.      | Хајдук                                 | Начелник жандармерије         |
| 1980.      | Позоришна веза                         | Полицијски начелник           |
| 1980.      | Трен                                   |                               |
| 1980.      | Дувански пут                           | капетан                       |
| 1980.      | Снови, живот, смрт Филипа Филиповића   | Агент у возу                  |
| 1980.      | Врућ ветар                             | Каписазовић                   |
| 1980.      | Рад на одређено време                  | Матичар                       |
| 1980.      | Посебан третман                        | Кум                           |
| 1981.      | Црвени коњ                             | Командант                     |
| 1981.      | Ерогена зона                           | Директор комбината            |
| 1981.      | Лаф у срцу                             | Судија                        |
| 1981.      | Газија                                 | Газија                        |
| 1981.      | Берлин капут                           | Павле                         |
| 1981.      | Сок од шљива                           | Златибор                      |
| 1981.      | Лов у мутном                           | Живко Вучковић                |
| 1981.      | Широко је лишће                        | Среја                         |
| 1981.      | Светозар Марковић                      | Миливој Блазнавац             |
| 1981.      | Пад Италије                            | Љубо                          |
| 1982.      | Савамала                               | Колетов отац                  |
| 1982.      | Недељни ручак                          | Богдан Мешковић               |
| 1982.      | Живети као сав нормалан свет           | Отац                          |
| 1982.      | Jack Holborn                           | Фаред                         |
| 1982.      | Живот и прича                          |                               |
| 1983.      | Задах тела                             | Бора                          |
| 1983.      | Мртви се не враћају (мини-серија)      |                               |
| 1983.      | Хало такси                             | Анин бивши муж                |
| 1983.      | Црвени коњ                             |                               |
| 1983.      | Још овај пут                           | Друг Благоје Максић           |
| 1983.      | Маховина на асфалту                    | ујка Раде, ватрогасац         |
| 1983.      | Велики транспорт                       | Командант Милош               |
| 1983.      | Тимочка буна                           | Председник владе              |
| 1984.      | Камионџије опет возе                   | Гашин син                     |
| 1984.      | Опасни траг                            | Инспектор у Београду          |
| 1984.      | Камионџије 2                           | Живојин                       |
| 1984.      | Позориште у кући 5                     | Мића                          |
| 1984.      | Уна                                    | Унин отац                     |
| 1985.      | Кућа на пијеску                        |                               |
| 1985.      | И то ће проћи                          | Милан                         |
| 1985.      | Шест дана јуна                         | Митар, Рајков отац            |
| 1986.      | Дивљи ветар                            | Вучко Бабовић                 |
| 1986.      | Бал на води                            | Инспектор                     |
| 1986.      | Врење (ТВ)                             | Коста Новаковић               |
| 1987.      | Waitapu                                | Старац на клупи               |
| 1987.      | Човек у сребрној јакни (ТВ серија)     |                               |
| 1987.      | Вук Караџић                            | Јефта Савић Чотрић            |
| 1988.      | Сунцокрети                             | продавац у самопослузи        |
| 1988.      | Бољи живот                             | Професор Бошко Маринковић     |
| 1988.      | Кућа поред пруге                       | Полицајац                     |
| 1988.      | Браћа по матери                        | Брацин претпостављени         |
| 1988.      | Балкан експрес 2                       | Железничар                    |
| 1989.      | Бој на Косову                          | Миралем                       |
| 1989.      | Време чуда (ТВ серија)                 | Хромац                        |
| 1989.      | Време чуда                             | Хромац                        |
| 1989.      | Недељом од девет до пет                | Мажибрада                     |
| 1989.      | Атоски вртови - преображење            | Кирил                         |
| 1989.      | Балкан експрес 2                       | железничар                    |
| 1990.-те ▲ |                                        |                               |
| 1990.      | Свето место                            | Управник школе                |
| 1991.      | Шаран                                  |                               |
| 1991.      | Ноћ у кући моје мајке                  | Инспектор Марковић            |
| 1991.      | Српкиња                                | Шалтерски службеник           |
| 1991.      | Бољи живот 2                           | Професор Бошко Маринковић     |
| 1992.      | Der Zveite Tod des Gregor Z.           | Станојло                      |
| 1992.      | Булевар револуције                     | Бранко                        |
| 1992.      | Дезертер                               | потпуковник ЈНА               |
| 1993.      | Пух                                    |                               |
| 1993.      | Пун месец над Београдом                | Портир                        |
| 1993.      | Рода                                   |                               |
| 1993.      | Три карте за Холивуд                   | Поштар                        |
| 1993.      | Нападач                                | Јеленин отац                  |
| 1994.      | Вуковар, једна прича                   | Јован                         |
| 1995.      | Трећа срећа                            | Железничар                    |
| 1995.      | Тераса на крову                        | Шеф ресторана                 |
| 1995.      | Крај династије Обреновић               | Јован Авакумовић              |
| 1995.      | Тамна је ноћ                           | Председник друштва            |
| 1996.      | Горе доле                              | Бизнисмен                     |
| 1998.      | Спаситељ                               | Старац                        |
| 2000.-те ▲ |                                        |                               |
| 2002.      | Држава мртвих                          | Мајор ЈНА                     |
| 2004.      | Сан зимске ноћи                        | Теча                          |
| 2006.      | Шејтанов ратник                        | Ибн Ахмет                     |
| 2006.      | Оптимисти                              | Инвалид                       |
| 2007.      | С. О. С. - Спасите наше душе           | Сељак                         |
| 2008.      | Село гори, а баба се чешља (ТВ серија) | Чика Јован                    |
| 2008.      | Горки плодови                          | Старац                        |
| 2010.-те ▲ |                                        |                               |
| 2010.      | Монтевидео, Бог те видео!              | Свештеник                     |
| 2019.      | Револт                                 | деда                          |